# West Buechel
West Buechel är en inkorporerad ort i Jefferson County i Kentucky. Vid 2020 års folkräkning hade West Buechel 1 370 invånare.